# Lygodactylus expectatus
Espèce
Statut de conservation UICN

 NT  : Quasi menacé
Lygodactylus expectatus est une espèce de geckos de la famille des Gekkonidae.

## Répartition
Cette espèce est endémique de la région de Diana à Madagascar.

## Publication originale
- Pasteur & Blanc, 1967 : Les lézards du sous-genre malgache de lygodactyles Domerguella (gekkonidés). Bulletin de la Société Zoologique de France, vol. 92, p. 583-597.